# Зимица
Зимица (словен. Zimica) је насељено место у општини Дуплек, Подравска регија, Словенија.

## Историја
До територијалне реорганизације у Словенији била је у саставу старе општине Марибор.

## Становништво
У попису становништва из 2011. године, Зимица је имала 604 становника.
| Број становника према пописима | Број становника према пописима | Број становника према пописима |
| ------------------------------ | ------------------------------ | ------------------------------ |
| 1991                           | 2002                           | 2011                           |
| 523                            | 557                            | 604                            |

Напомена: Године 2017. извршена је мала размена територија између насеља Зимица (Дуплек) и Метава и Трчова (Марибор).